# Fargo (Georgia)
Fargo è una città degli Stati Uniti d'America, situata in Georgia, nella Contea di Clinch.